# Komisja Ustawodawcza (Senat)
Komisja Ustawodawcza wchodzi w skład stałych komisji senackich VI kadencji. Po wyborach parlamentarnych w 2005 roku została wydzielona z wcześniejszej Komisji Ustawodawstwa i Praworządności.
Przedmiotami działania komisji są:
- ogólna problematyka legislacyjna i jednolitości prawa,
- koordynacja prac ustawodawczych Senatu,
- rozpatrywanie regulacji kodeksowych i inicjatyw ustawodawczych Senatu,
- analiza orzecznictwa Trybunału Konstytucyjnego i podejmowanie działań ustawodawczych mających na celu wykonanie jego wyroków.

## Prezydium komisji Senatu XI kadencji
- Krzysztof Kwiatkowski (KO) – przewodniczący
- Marek Borowski (KO) – zastępca przewodniczącego,
- Stanisław Gogacz (PiS) – zastępca przewodniczącego,
- Jacek Trela (TD) – zastępca przewodniczącego.